# Waldemar Valente
Waldemar de Figueiredo Valente (Recife, 9 de setembro de 1908 - 27 de novembro de 1992) foi um médico, antropólogo, escritor e professor brasileiro e membro da Academia Pernambucana de Letras.
Formado em Farmácia (aos 18 anos) e em Medicina (aos 23 anos), pela então Universidade do Recife, hoje Universidade Federal de Pernambuco.
Em 1933 trabalhou no combate à epidemia de malária no Rio Grande do Norte. De volta a Pernambuco, foi diretor do Serviço de Assistência Médica aos Flagelados, ligado ao DNOCS - Departamento Nacional de Obras Contra as Secas, e diretor do Departamento de Cursos e de Educação Sanitária da então Secretaria do Interior, Instrução e Justiça, posteriormente transformada em Secretaria de Educação e Saúde (hoje, Secretaria de Saúde de Pernambuco).
Foi professor e diretor do Ginásio Pernambucano e diretor do Departamento de Antropologia da Fundação Joaquim Nabuco, onde atuou por décadas.

## Principais obras
- O Monogerismo Lingüístico e a Origem do Homem Americano (1933 - seu primeiro livro)
- Sincretismo Religioso Afro-Brasileiro (1955 - seu mais conhecido livro)
- Caminha, o Primeiro Etnógrafo do Brasil
- Introdução ao Estudo da Antropologia Cultural
- Marcas Muçulmanas nos Xangôs de Pernambuco
- A Função Mágica dos Tambores